# Жуковський Василь Андрійович
Васи́ль Андрі́йович Жуко́вський (нар. 29 січня (9 лютого) 1783, село Мішенське, Бельовський повіт, Тульська губернія — 12 (24) квітня 1852, Баден, Німецький союз) — російський поет, один із основоположників романтизму в російській поезії, автор багатьох елегій, послань, пісень, романсів, балад і епічних творів. Також відомий як перекладач поезії та прози, літературний критик, педагог. У 1817—1841 роках учитель російської мови великої княгині, а відтак імператриці Олександри Федорівни та наставник цісаревича Олександра Миколайовича. Таємний радник (1841). Автор державного гімну Російської імперії «Боже, Царя храни!» (1833).
У літературному плані вважав себе учнем М. М. Карамзіна. Учасник літературного об'єднання «Арзамас» (з 1815 року), 1818 року прийнятий чинним членом Академії Російської. Увійшов до сонму першочергових російських класиків, літературний наставник О. С. Пушкіна. Реформатор російської поезії, до числа віршових розмірів російської мови увів амфібрахій і білий п'ятистопний ямб. Удосконалив російський гекзаметр, автор класичного російського перекладу «Одіссеї» (1842—1846).

## Походження. Становлення (1783—1802)

### Обставини народження
Переказ про обставини народження та перші роки майбутнього поета залишила його племінниця А. П. Зонтаг. 1770 року секунд-майор Афанасій Іванович Бунін, поміщик Тульської, Калузької й Орловської губерній, отримав у подарунок від приятеля майора Муфеля двох дівчат, захоплених у полон 1770 року під час штурму турецької фортеці Бендери. Це були сестри Сальха та Фатьма, батько яких загинув під час захисту міста. Молодша з них, Фатьма, якій було 11 років, померла через рік, а її 16-річна старша сестра вижила. 1786 року Сальха одержала офіційну посвідку «для вільного в Росії проживання», в якій вказано, що вона хрещена, хрещеною матір'ю стала дружина Буніна Марія Григорівна. Після хрещення Сальха дістала ім'я Єлизавета Дементіївна Турчанінова. П. О. Плетньов у своїх спогадах уточнював, що ніби-то чув від самого Жуковського, що його матір походила з сералю турецького паші Сілістрії. Єлизавета Дементіївна стала наложницею А. І. Буніна, її поселили в садибі Мішенське в окремому будиночку; в майбутньому вона посіла посаду ключниці в маєтку.
У законному шлюбі в Афанасія Івановича Буніна та його дружини Марії Григорівни Безобразової народилось 11 дітей, з яких до 1770 року вижило п'ятеро. Залишаючись наложницею, Єлизавета Турчанінова няньчила молодших доньок свого господаря від законної дружини — Варвару та Катерину. В А. І. Буніна не було спадкоємця: його єдиний син Іван, який подавав великі надії (його навіть відправили на навчання в Галлі, разом із нащадками фаворитів імператриці — Олексієм Бобринським і Олександром Чесменським), помер у молодому віці.
З часом глава сім'ї оселився в будинку своєї наложниці; в них народились три доньки, які померли немовлятами. Після переїзду Афанасія Івановича до Турчанінової Марія Григорівна перестала пускати турчанку до садибного будинку та заборонила спілкуватись із нею доньці Варварі. 29 січня 1783 року Єлизавета Дементіївна народила сина, батько якого тоді перебував у Москві. Хрещений Василь був у садибній церкві Покрову Пресвятої Богородиці та записаний як «незаконнонароджений син дворової вдови». Хрещеним батьком став збіднілий київський поміщик Андрій Григорович Жуковський, утриманець Буніних, він же й всиновив Василя, передавши йому своє прізвище та по-батькові. За легендою, хресною матір'ю зголосилась бути Варвара Буніна, а навесні й сама Єлизавета Дементіївна прийшла до Марії Григорівни та поклала маленького Василя біля її ніг, після чого мир у маєтку було відновлено. І. Ю. Віницький зауважував, що біографічний міф про відносини в родині Буніних було сконструйовано за лекалами романтичної літератури XVIII століття, а насправді відносини в садибі були складними до такого степеня, що особисті драми необхідно було пом'якшити й естетизувати в очах нащадків.

### Початкова освіта
1785 року А. І. Бунін записав Василя сержантом до Астраханський гусарський полк; у 6-річному віці Жуковський здобув чин прапорщика і з незрозумілої причини був звільнений у відставку. Того ж 1789 року йому найняли німця-вчителя Єкима Івановича, але той не мав педагогічного таланту, і навчанням Василя зайнявся його вітчим Андрій Григорович Жуковський. 1790 року сімейство Буніних переїхало в повному складі до Тули. Узимку Василя віддали до пансіону Христофора Роде як прихідного учня. Додатково йому найняли домашнього вчителя — Ф. Г. Покровського, який працював у Головному народному училищі. 27-річний Покровський був доволі відомим у той час літератором, прибічником класицизму, який проповідував буколічне філософське усамітнення. Покровський не міг упоратися з характером Василя й заявив, що той не має здібностей.
У березні 1791 року в Тулі помер 75-річний Афанасій Іванович Бунін. За заповітом увесь статок він поділив між чотирма своїми доньками, Турчаніновій і Василю Жуковському не було залишено нічого. М. Г. Буніна передала Єлизаветі Дементіївні на сина 10 000 рублів — досить значну суму. Главу сім'ї похоронили в Мішенському, куди повернулась домочадці; Василя залишили в пансіоні Роде аж до його закриття 1792 року. Восени 1792 року він вступив до Головного народного училища, але невдовзі звідти був виключений за «нездібність». Відтак Василя прихистило сімейство Юшкових, Варвару Афанасіївну Юшкову — свою зведену сестру — Жуковський згодом називав «хранителем свого дитинства». У її садибі Сальково був домашній театр, і взимку 1794 року Жуковський уперше відчував бажання стати драматургом, рівним якщо не Расіну, то Сумарокову. Він написав трагедію на сюжет Плутарха «Камілл, або Звільнений Рим», а далі мелодраму на сюжет роману «Поль і Віргінія», в якій явно проглядались його майбутні літературні інтереси.

### Дворянство

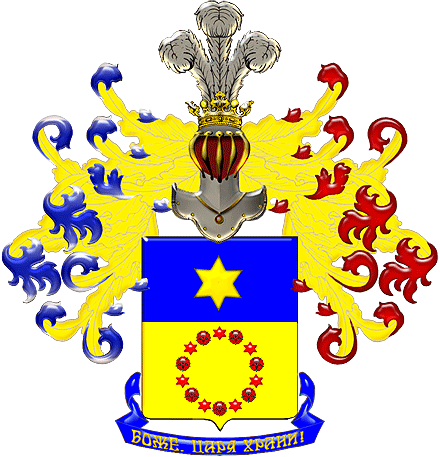
Герб В. А. Жуковського

1795 року сімейство Юшкових зробило спробу хоч якось забезпечити майбутнє Василя, ініціювавши процес про внесення Жуковського до 2-ї частини Родовідної книги по Тульській губернії. Завдяки А. І. Протасову (чоловіку сестри В. А. Юшкової), Військова колегія видала «патент на чин» і «посімейний формуляр», у якому відставка не згадувалась. В один день 25 квітня 1795 року з порушенням процедури було подано заяву й тут же винесено «Ухвалу» про внесення Жуковського до родовідної книги. Грамота на дворянство була отримана 1 червня. Щоб не було неприємностей з боку Департаменту герольдії, було вирішити призначити хлопчика на справжню службу. У супроводі сусіда — майора Д. Г. Постнікова — восени 1795 року Жуковського відправили до Кексгольма, в Нарвський полк, де колись служив його батько. Задум не увінчався успіхом. За В. Афанасьєвим, причиною було те, що указом Павла I заборонялось брати в офіцери неповнолітніх. Н. О. Портнова та М. К. Фомін припустили, що командир полку не прийняв явно фальсифікованого формулярного списку, а без нього довелось би починати з нижніх чинів. Набагато пізніше, ревізією 1838 року порушення було виявлено, але з родовідної книги Жуковського не викреслили, а наступного, 1839 року він — тоді чинний статський радник — був імператорським указом пожалуваний «із потомством» дворянським титулом.
Жуковський ще один рік провів у маєтку Мішенське, здобуваючи домашню освіту. Тут же відбулось знайомство з А. Т. Болотовим, який порадив влаштувати Василя до Московського університетського пансіону. У листопаді 1796 року клопоти з його зарахування розпочав П. М. Юшков. У січні 1797 року Жуковського привезла до Москви М. Г. Буніна й представила його інспекторові пансіону — професорові кафедри енциклопедії та натуральної історії Московського університету А. А. Прокоповичу-Антонському. Іспит-співбесіда виявив, що юний Жуковський добре знає французьку та почасти німецьку мову, а також добре начитаний у французькій і російській літературі XVIII століття.

### Московський університетський пансіон

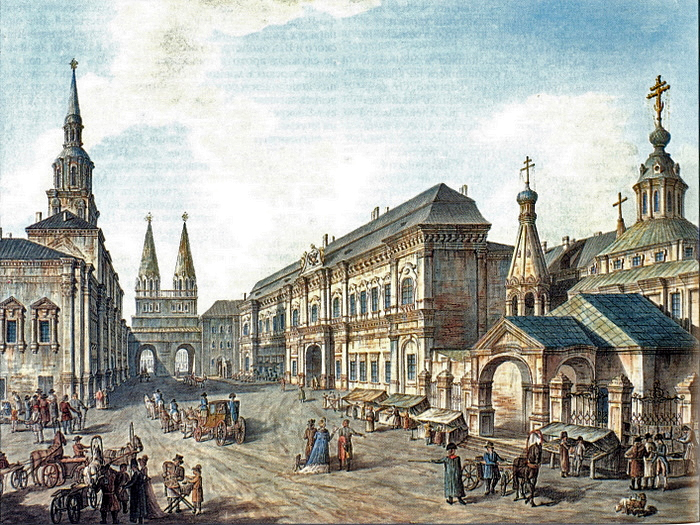
Будівля Московського університету «Аптекарський дім» (ліворуч) біля Воскресенських воріт на Червоній площі

Жуковського прийняли до першого середнього класу пансіону (тобто третього з шести), де він доволі швидко звик із уставом і порядками — звичку вставити о 5 ранку він зберіг до кінця життя. Програма навчання була досить ліберальною: частину предметів учні вибирали самі. Жуковський вибрав історію, російську словесність, французьку та німецьку мову та малювання. Найближчим його другом став Андрій Тургєнєв — син директора університету, їх пов'язували спільні інтереси та коло читання. Викладачем російської словесності був М. М. Баккаревич, знавець просодії та шанувальник Ломоносова та Державіна. Обов'язковим читанням пансіонерів був журнал «Приємне та корисне проведення часу».

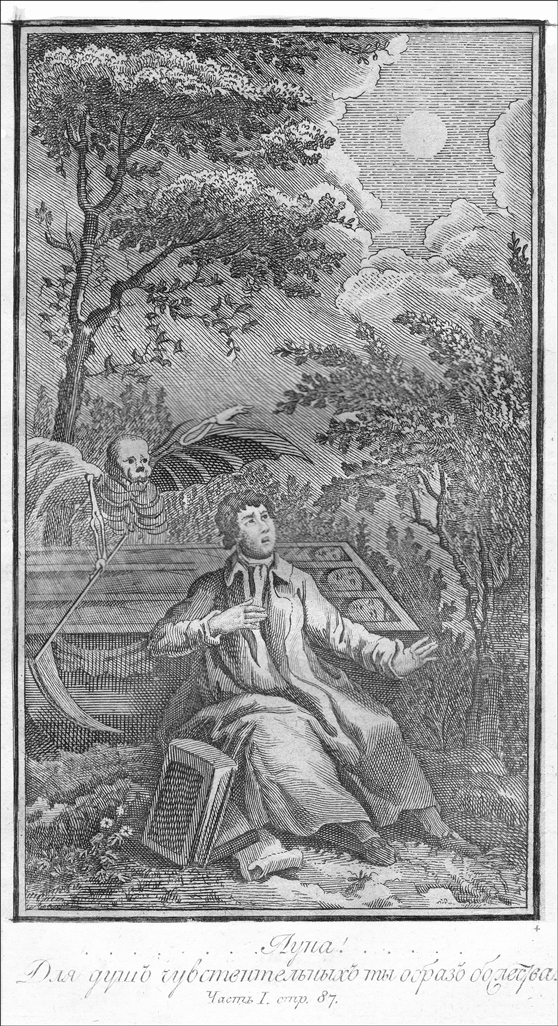
Гравюра до «кладовищенської» поеми «Плач Едуарда Юнга, або Нічні роздуми про життя, смерть і безсмертя». Москва, 1799

На канікулах 1797 року Жуковський облаштувався в Мішенському, яке за заповітом відійшло Юшковим. У травні від сухот померла 28-річна Варвара Афанасіївна; в маєтку як і раніше жили Марія Григорівна Буніна та Єлизавета Дементіївна Турчанінова. Поселили його в колишньому флігелі вітчима А. Г. Жуковського, де облаштували бібліотеку та де Василь Жуковський залишив перші проби пера: вірш «Травневий ранок» і прозаїчний уривок «Думки при гробниці», наслідування Юнга. Останній, за словами О. М. Веселовського, був написаний 14-річним хлопчиком під настроєм від смерті В. А. Юшкової: «сріблястий, блідо мерехтливий місяць світить, цілком по-юнгівськи, над напіврозваленою гробницею; <…> результат — солодкий відчай, замисленість, томливість. Усесвіт представляється гробом, але смерть торжество, вона — путь до вічноблаженного краю». Перший вірш, за В. Афанасьєвим, «вийшов по-учнівськи несмілим» і видавався наслідуванням одночасно Державіна та Дмитрієву. Ода «Бог» Державіна справила на юного Жуковського таке враження, що разом із однокласником Родзянком він переклав її французькою мовою та написав авторові лист захоплення. За прикладом Карамзіна, вірш був безримним. Це було першим свідченням того місця, яке Карамзін посів у житті та літературній долі Жуковського. Микола Михайлович став для нього вчителем не лише в поезії, але й в житті, а 1815 року, в одному з листів Жуковський назвав його своїм «євангелистом». Перші літературні спроби Василя були схвалені М. М. Баккаревичем і передані до редакції «Приємного та корисного проведення часу».
Після знайомства з Андрійєм Тургенєвим Жуковський уперше зацікавився німецькими романтиками, для чого йому довелось поглиблено зайнятись мовою. Утім, навіть 1808 року він стверджував у одному з листів, що все ще зле знайомий із німецькою літературою і мову знає не настільки добре, наскільки треба. Його промови щороку читались на урочистому акті (тобто випускному іспиті) та друкувались у «Приємному та корисному проведенні часу». На початку 1799 року було засновано Зібрання вихованців університетського благородного пансіону, головою якого був призначений Жуковський. Твори учасників — вірші, байки, драматургічні та прозаїчні фрагменти Жуковського, О. І. Тургенєва, Г. І. Гагаріна, М. Д. Костогорова — утворили збірник «Уранішня зоря», що вийшов у світ 1800 року. Андрій Тургенєв, узявшись за переклад «Вертера» Ґете, залучив до роботи О. Мерзлякова та Жуковського: свою частку перекладу 1799 року Василь опрацьовував на вакаціях у маєтку. О. М. Веселовський зауважував, що хоч ентузіаст Тургенєв і ввів Жуковського у «всі течії сучасної німецької літератури», він розбирався в ній «навпомацки, не захоплюючи, а все приміряючи до себе, до крою своєї світобудови».

### Служба в Соляній конторі
Випустившись із пансіону, Жуковський жив у домі Юшкових, де йому були виділені дві кімнати на антресолях. Звичка вставати о п'ятій ранку давала змогу викроювати щонайменше 3 години для писання до початку служби. До кінця 1800 року він переклав комедію Августа Коцебу «Неправдивий сором» і запропонував її в дирекцію московських театрів; п'єса витримала декілька вистав. О. Ф. Мерзляков звів його з розореним видавцем Зеленніковим, який замовляв у Жуковського переклади модних тоді повістей і романів, із умовою, що грошовий гонорар буде виплачуватись із нагоди, але поверх платні можна буде брати книги «з неходових». Жуковський перекладав роман Коцебу «Хлопчик біля струмка», за що отримав 36 томів «Природничої історії» Бюффона. У бібліотеці Василя невдовзі з'явилось повне зібрання творів Лессінга готичним шрифтом, твори А. Сміта, Ш. Бонне, абата Батте, історичні твори Шефтсбері та інше. Далі до них долучились Гердер, Кант, Кондильяк і Руссо. Маргіналії лише на трьох творах Бонне, Кондильяка та Руссо становили десятки сторінок, обписаних судженнями з питання сутності та походження людини.
Місце в Соляній конторі Жуковський, скоріше, вважав синекурою, хоч це й не відповідало дійсності. Служба в конторі (на розрахунках «по математичній частині» в бухгалтерії) дратувала й обтяжувала Жуковського, в одному з листів Мерзлякову, він називав її «гнилої». Більшість співробітників були старшими за нього; відразу ж не склались стосунки і з начальником закладу — М. Ю. М'ясоєдовим. Незважаючи на ці обставини, кар'єри Жуковського складалась доволі успішно: вже 18 жовтня 1800 року його підвищили в чині до губернського секретаря, а 14 жовтня 1801 року він, маючи чин 12-класу Табеля про ранги, поза правилами був відразу пожалуваний чином титулярного радника, що перебував у 9-му класі Табеля про ранги.
Із притаманним вікові максималізмом Жуковський писав:

…я лише одна планета, яка, плаваючи над виродливою структурою мундирної сволоти, мислить au-dessus du vulgaire…Оригінальний текст (рос.)
[…я только одна планета, которая, плавая над безобразною структурою мундирной сволочи, мыслит au-dessus du vulgaire…] Помилка: [undefined] Помилка: {{Lang}}: немає тексту (допомога): текст вже має курсивний шрифт (допомога)

У листах до матері Жуковський жалівся на долю та виражав бажання переїхати до Петербурга. Єлизавета Дементіївна відповіла:

Від'їзд твій до Петербурга не приніс мені розради: ти, мій друже, вже не маленький. Я хотіла б, аби ти в Москві старався осісти гарненько… Мені видається, залежить більше від шукання. Можна, мій друже, в конечному випадку інколи і хисткість проявити: ти бачиш, що і здібніші за тебе не відкидають сього засобу.Оригінальний текст (рос.)
Отъезд твой в Петербург не принес бы мне утешения: ты, мой друг, уже не маленький. Я желала бы, чтобы ты в Москве старался себя основать хорошенько… Мне кажется, зависит больше от искания. Можно, мой друг, в необходимом случае иногда и гибкость употребить: ты видишь, что и знатней тебя не отвергают сего средства.

В іншому листі мати докоряла йому через надлишкові, на її думку, витрати на придбання книг і відвідування театрів. У відповідь Жуковський знову жалівся матері, що за складом характеру просунутись у конторі не зможе. 1801 року роман Коцебу в перекладі Жуковського вийшов у чотирьох томиках малого формату; невдовзі, того ж року, в його перекладі вийшла повість «Королева Ільдегерда» того ж Коцебу. Олексій Мерзляков — посередник між Зеленніковим і Жуковським — оговорив гонорар у розмірі 5 рублів за друкований аркуш (що становило 80 рублів за видання «Королеви»). Відтак Жуковський узявся за переклад повістей Жана-П'єра Флоріана «Вільгельм Телль» і «Розальба», опублікованих в одному томі 1802 року.
Ще 12 січня 1801 року за ініціативою О. Мерзлякова було проведено організаційні збори «Дружнього літературного товариства», до його рядів увійшли Жуковський, А. Тургенєв, А. Кайсаров, О. Воєйков. Перше засідання (збиратись було вирішено щосуботи) відкрилось читанням «Оди до радості» Шиллера. Жуковський у різний час — узимку та навесні 1801 року — виголосив три промови: «Про дружбу», «Про пристрасті» та «Про щастя».
У листопаді 1801 року Андрій Тургенєв був відісланий на службу до Петербурга, після чого в Жуковського більше не залишилось у Москві близьких друзів. Це наклалось на першу в житті Жуковського романтичну драму: він мав піднесені відчуття щодо своєї племінниці — Марії Миколаївни Вельямінової (доньки його зведеної сестри від тульського намісника Кречетнікова). Їх пов'язувала спільність походження та двозначного стану у власному сімействі, вони разом читали й обговорювали Руссо. Одночасно з від'їздом Тургенєва Вельямінову видали заміж за не коханого нею чоловіка, і вона теж виїхала до Петербурга. Тургенєв порівнював стосунки Жуковського та Вельямінової-Свєчиної з почуттями Петрарки та Лаури.
Прагнення Жуковського покинути службу наштовхувалось на нерозуміння з боку матері М. Г. Буніної. Так само і друзі, особливо А. Тургенєв, наполягали, що можливо поєднувати чиновницькі та літературні заняття; необов'язково це повинно проходити в Соляній конторі. Зрештою, стосунки Жуковського з його начальством прийняли форму відкритого конфлікту, після чого Василь Андрійович із принципу перестав з'являтись у конторі. Його було усунуто з посади та переведено під домашній арешт, його загрожувала судова справа за порушення присяги. За нього клопотали І. П. Тургенєв (за проханням сина) та директор Університетського пансіону Прокопович-Антонський. Жуковський писав А. Тургенєву, що готовий харчуватися самим хлібом, але служити вітчизні він зможе лише тим, чим може — письменницьким пером. Писав він і М. Г. Буніній, просячи дозволу оселитись у Мішенському. 4 травня 1802 року, вже після відставки «для призначення до інших справ», що відбулась 30 квітня, він одержав таку відповідь:

Тепер залишилось тобі просити відставки хорошої і до мене приїхати… Усяка служба потребує терпіння, а ти його не маєш. Тепер залишилось тобі їхати до мене і ранжувати свої справи з панами книжниками.Оригінальний текст (рос.)
Теперь осталось тебе просить отставки хорошей и ко мне приехать… Всякая служба требует терпения, а ты его не имеешь. Теперь осталось тебе ехать ко мне и ранжировать свои дела с господами книжниками.

## Рання творчість (1802—1814)

### Вибір життєвого покликання
Наприкінці травня 1802 року Жуковський покинув Москву. У Мішенському жили майже всі представники сімейств Юшкових і Вельямінових, серед них і зведена сестра Жуковського — молода вдова Катерина Афанасіївна Протасова. Її доньки (особливо 11-річна Марія) ув'язались до Василя Андрійовича, і він посів при них місце, посередині між родичем, гувернером і вчителем, при тім, що не одержував заплати, зате міг навчати тим предметам, яким хотів сам. Приблизно того ж часу до Жуковського через Тургенєвих звернувся П. Бекетов — засновник найліпшої типографії в Москві того часу. Розвиваючи програму просвітницького книговидання, Бекетов планував вибирати для перекладу значущі твори європейської літератури. Жуковський вибрав наявного в його книгозбірні «Дон Кіхота» Мігеля де Сервантеса у французькій переробці Флоріана, і вибір був схвалений видавцем. Ця праця затягнулась на багато років: перший том вийшов 1804 року, а все видання було завершено до 1806 року.
Душевний стан Жуковського 1802 року виразився в спробі перекладу елегії Грея «Сільське кладовище». Готовий текст він відвіз Карамзіну на дачу в Свірлово: з літа Микола Михайлович почав редагування знову заснованого «Вісника Європи». Переклад не сподобався, але Карамзін вказав на вдалі рядки та велів продовжувати працювати, висновувавши, що «може вийти прекрасна річ». Вплив М. М. Карамзіна став для Жуковського стимулом до поетичного втілення та філософської рефлексії феномену меланхолії. Відразу ж проявилась їхня відмінність: якщо Карамзін раціонально декларував меланхолію як засіб психологічного самозахисту і лише відтак прогортав завісу особистісної замкнутості назустріч природі (в елегії Меланхолія"), то Жуковський представляв сприймання природи вихідним моментом на шляху душевного прилучення до духовних просторів меланхолії.
…Не нужны мне венцы вселенной,

Мне дорог ваш, друзья, венок!

На что чертог мне позлащенный?

Простой, укромный уголок,

В тени лесов уединенный,

Где бы свободно я дышал,

Всем милым сердцу окруженный,

И лирой дух свой услаждал, —

Вот все — я больше не желаю,

В душе моей цветет мой рай.

Я бурный мир сей презираю.

О лира, друг мой! утешай

Меня в моем уединеньи;

А вы, друзья мои, скорей,

Оставя свет сей треволненный,

Сберитесь к хижине моей…

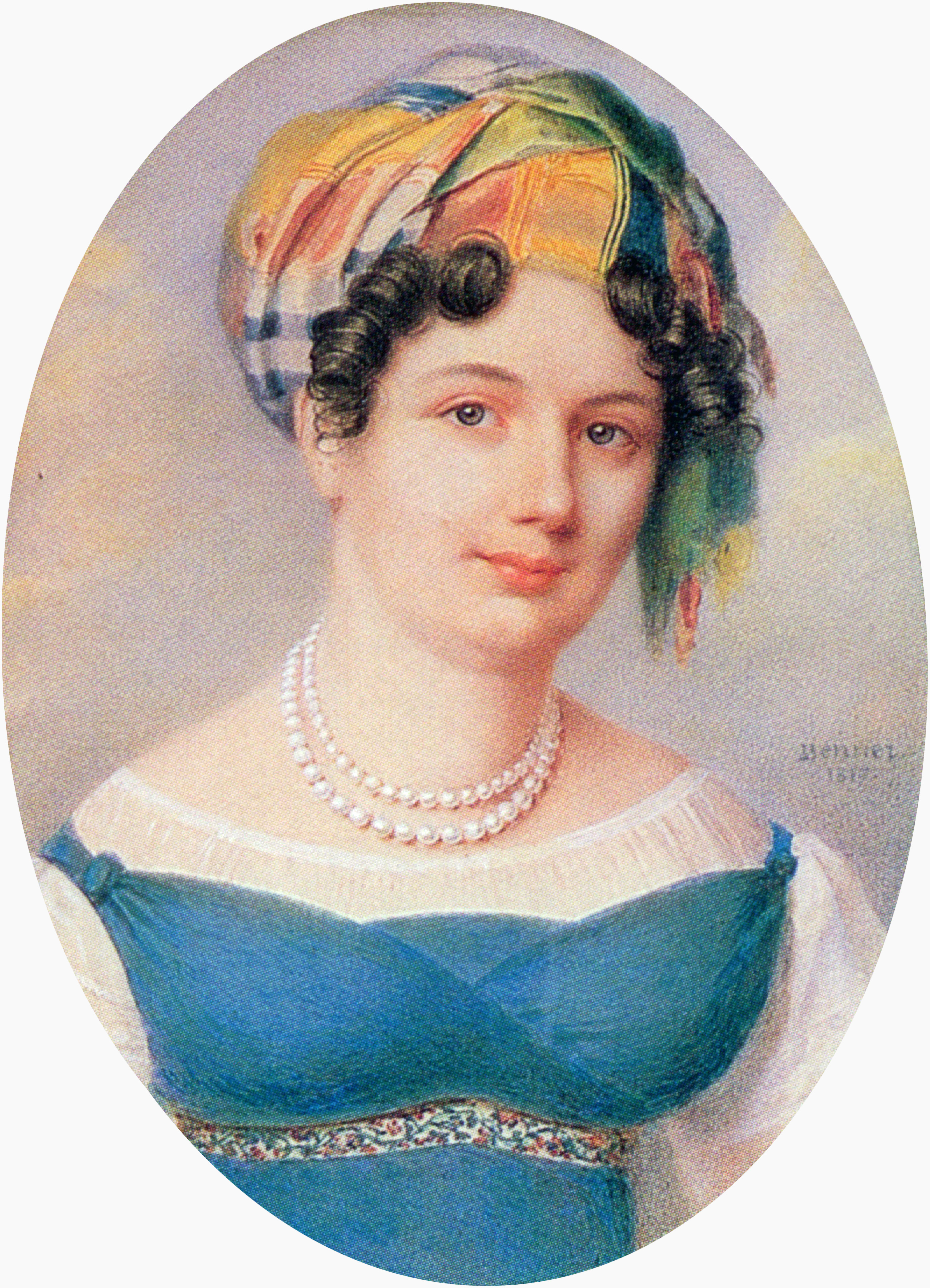
Карамзіна Катерина Андріївна, друга дружина Миколи Михайловича Карамзіна

Восени Жуковський повернувся до Москви, головним чином, для перемовин із Бекетовим. В І. П. Тургенєва він взяв прислану Андрієм Івановичем книгу Шатобріана «Геній християнства». Відчуття самотності не відпускало Жуковського: утворений у Москві гурток однодумців перестав існувати. Олександр Тургенєв учився в Ґеттінґені, Андрій служив у Петербурзі, Олексій Мерзляков готувався до здобуття професорського звання в Московському університеті. На честь власного 20-річчя Жуковський написав вірш-заклик «До моєї ліри та до друзів моїх». Він явно свідчив, що сформоване коло спілкування стрімко розпадалося. Навесні 1803 року Жуковський знову відвідав Карамзіна в Свірлово (Микола Михайлович був одружений з сестрою покійного чоловіка К. А. Протасової). Василь Андрійович був у захопленні від того, як Карамзін зміг виразити почуття, що охоплювали його самого. Розмовляли вони довірливо, хоча Карамзін любив повчати, вечорами гуляли в Останкіно.
8 липня 1803 року в Петербурзі віком 21 рік раптово помер Андрій Тургенєв, що ще більше позначилося на настроях у тургенєвському літературному гуртку. Жуковський думав зібрати та видити листування Тургенєва, додавши до нього короткий життєпис; для роботи він просив рідних покійного прислати йому альбом і щоденники. Ще в трані 1812 року цей проект описувався в листі Батюшкову як актуальний. Узимку 1804 року вийшов друком перший том «Дон Кіхота» з ілюстраціями. У січні Жуковський надіслав Олександру Тургенєву віршоване послання зі свідомим цитуванням «Елегії» Андрія Тургенєва. Тоді ж відбулось весілля вдівця Карамзіна з побічною донькою А. І. Вяземського — Катериною Андріївною Коливановою. Стало відомим, що Микола Михайлович добився звання державного історіографа та щорічної грошової допомоги для роботи над історією Росії. Це стимулювало Жуковського до власних роздумів на тему служіння вітчизні. У щоденнику він ставив самому собі запитання: «Що ти розумієш під словом: служити?» Він відповідав: «Розумію діяти для користі вітчизни та своєї власної, так, щоб остання не була противною першій».
Знову до Москви Жуковський прибув у січні 1805 року — Бекетов почав друк відразу трьох томів «Дон Кіхота». Гонорари дали Жуковському змогу взятись за перебудову будинку в Бельові, який він ще 1797 року одержав у спадок від тітки; молодий письменник явно хотів здобути незалежність від сімейства. У середині місяця з Німеччини повернувся Олександр Тургенєв, і в його товаристві Василь Андрійович у березні вперше вирушив до Петербурга. Оселились вони в родича Державіна — Дмитра Блудова, який став гідом Жуковського північною столицею. Він був допущений до Імператорського Ермітажу, побував у Академії мистецтв і Строгановській галереї. У театр друзі ходили майже щочетверга, найбільше враження справила трагедія Озерова «Едіп в Афінах» із декораціями П. Гонзага; відбулось і особисте знайомство драматурга з поетом-початківцем.
Через рік після кончини Тургенєва Жуковський почав вести щоденник, у якому виразилась гостра потреба в старшому товаришу-наставнику, який би підпорядкував його собі та керував моральним вихованням. Олександру Тургенєву він писав, що з Андрієм втратив те, «чого не заміню чи не поверну ніколи: він був моїм керівником, якому би я готовий був покоритись». Особливістю творчого росту Жуковського, що супроводжував процес навчання, полягав і в поєднанні моральної та творчої (а саме, літературної) потрібності. За словами О. Г. Єгорова, «матеріал, що раніше не знаходив виходу, перелився в готову форму». При цьому форми спілкування та моральний смисл бесід, засвоєних у тургенєвському гуртку, перелились і в щоденник 1804—1805 років. Відсутнього голову гуртка — Андрія Івановича Тургенєва — замінив уявний Наставник, що звертався до Вихованця-Жуковського. Діалог завжди ведеться в формі невласне-прямої мови, причому Василь Андрійович деякі фрагменти писав ритмічною прозою.
Ведення щоденника супроводжувалось проектом творчого саморозвитку як автора і перекладача. Жуковський завів два зошити: «Приклади стилю, вибрані з найліпших французьких прозаїчних письменників і перекладені російською мовою Василем Жуковським», і «Вибрані твори Жана-Жака Руссо». За каталогом петербурзького книгопродавця Вейтбрехта був намічений грандіозний план створення систематичної бібліотеки за розділами історії, природознавства, логіки, естетики, граматики, риторики, критики, політики, юриспруденції, фізики, медицини, географії, економіки.

### Вихователь Марії Протасової

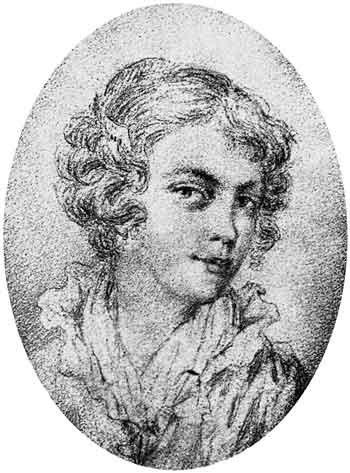
Марійка Протасова у віці 11 років. Малюнок В. Жуковського

У щоденниковому записі від 9 липня 1806 року 23-річний Жуковський ставив собі запитання: «чи можна бути закоханим у дитину?» Живучи в маєтку, він знову займався зі своїми племінницями — доньками Катерини Афанасіївни Протасової. Мова йшла про романтичний потяг до старшої з дівчаток — 12-річної Марії. Це відразу ж позначилось і на поетичній активності: якщо 1805 року він написав усього три вірші, то 1806 року — 43. Перше звернення до Марійки Протасової в щоденнику сягає ще 12 серпня 1805 року, це опис їхньої розмови, причому репліки, звернені до дівчинки, подані французькою. Від'їзди К. А. Протасової з доньками до маєтку заганяли Жуковського в меланхолію, справи 1806 року йшли погано. Гонорар за останній том «Дон Кіхота» було обіцяно переслати в Бельов, тобто поїдка до Москви виявилась безрезультатною.
Після повернення Протасових відновились заняття. На противагу прийнятому в ті часи поверхневому навчанню дівчаток, Жуковський дуже серйозно підійшов до ролі вчителя. Зранку займались історією, читали Геродота і Тацита, увечері були філософія та література, естетика, природнича історія. Він розробляв плани, причому вчитель і учні навчались разом, він читав із ними те, що було необхідним для нього самого. В одному зі своїх планів він писав:

Читати віршописців не кожного окремо, але всіх однакового роду разом; окремий характер кожного робиться відчутнішим від порівняння. Наприклад, Шиллера, як віршописця в роді балад, читати разом із Бюрґером; як віршописця філософічного — разом із Ґете й іншими; як трагіка — разом із Шекспіром; читання Расінових трагедій перемішувати з читанням Вольтерових, Корнелевих, Кребійонових. Епічних поетів перечитувати кожного окремо, потім разом ті місця, в яких кожен міг мати один з іншим спільне: аби впізнати спосіб представлення кожного. Сатири Буало з Горацієвими, Поповими, Рабенеровими та Кантеміровими. Оди Рамлерові, Горацієві з одами Державіна, Жана-Батіста Руссо й інших. Чи не краще читати поетів у порядку хронолоґічному, аби це читання йшло поруч з історією й історія пояснювала би сам дух поетів, і відтак уже поновити читання порівняльне. Перше читання було б філософічне, останнє — естетичне; з обох би складалась ідея повна.Оригінальний текст (рос.)
Читать стихотворцев не каждого особенно, но всех одинакового рода вместе; частный характер каждого сделается ощутительнее от сравнения. Например, Шиллера, как стихотворца в роде баллад, читать вместе с Бюргером; как стихотворца философического — вместе с Гёте и другими; как трагика — вместе с Шекспиром; чтение Расиновых трагедий перемешивать с чтением Вольтеровых, Корнелевых и Кребийоновых. Эпических поэтов перечитывать каждого особенно, потом вместе те места, в которых каждый мог иметь один с другим общее: дабы узнать образ представления каждого. Сатиры Буало с Горациевыми, Поповыми, Рабенеровыми и Кантемировыми. Оды Рамлеровы, Горациевы с одами Державина, Жана-Батиста Руссо и прочих. Или не лучше ли читать поэтов в порядке хронологическом, дабы это чтение шло наравне с историею и история объясняла бы самый дух поэтов, и потом уже возобновить чтение сравнительное. Первое чтение было бы философическое, последнее — эстетическое; из обоих бы составилась идея полная.

Жуковський став для своїх учениць одночасно педагогом і товаришем, вони звертались до нього на «ти», називали по імені та по-батькові або Базилем. Він прагнув відкритості в стосунках, зокрема, вироблення звички до спільного аналізу вчинків, навіть найлегковажніших.
Паралельно Жуковський близько двох місяців працював над елегією «Вечір»:
| Сижу, задумавшись; в душе моей мечты; К протекшим временам лечу воспоминаньем… О дней моих весна, как быстро скрылась ты, С твоим блаженством и страданьем! Где вы, мои друзья, вы, спутники мои? Ужели никогда не зреть соединенья? Ужель иссякнули всех радостей струи? О вы, погибши наслажденья!.. |

В образах елегії поєднувались як глибоко особисті мотиви, так і знайомі читачам класичні образи, які створювали необхідні ланцюжки асоціації. За словами В. Афанасьєва, в самій глибині вони приховували «поетичне відчуття могили, смертельної туги за ідеалом». Ім'я Мінвани приховувало за собою Марійку Протасову — у всіх інших його віршах теж, співак же Альпін — Олександр Тургенєв і одночасно живий Андрій Тургенєв.
30 серпня 1806 року Росія оголосила війну наполеонівській Франції. Позаяк очікувалось вторгнення, йшло формування ополчення (міліції). І. І. Дмитрієв, запрошуючи Жуковського до Москви, радив йому написати що-небудь на тему «Бард після битви» за сюжетом оди Грея «Бард», написаної, наслідувавши Оссіана. Робота неочікувано пішла: Жуковський звернувся до образів «Слова о полку Ігоревім», а образ Барда злився воєдино з Віщим Бояном, і представив загальне російське почуття. Темою нового вірша стала «Пісня барда над гробом слов'ян-переможців». Тема, і особливо поетичний прийом — заклик не до розуму, а до серця читача, відразу зробила вірш по-справжньому популярним:
| О братья, о сыны возвышенных славян, Воспрянем! вам перун для мщенья свыше дан. Отмщенья! — под ярмом народы восклицают, — Да в прах, да в прах падут погибели творцы!.. |

У листопаді 1806 року Жуковський подався до Москви і передав «Пісню барда» до «Вісника Європи»: видавець Каченовський взяв його до грудневої книжки. Вірш зробив свого автора настільки відомим, що незнайомі люди скидали перед ним капелюхи на вулиці і тиснули йому руки; композитор Кашин поклав текст на музику, і Жуковський додав до нього «хор». Олександр Тургенєв за цей твір уперше назвав Жуковського «великим поетом», а сам автор просив його влаштувати окреме видання з віньєткою, на якій повинен бути представлений бард, який споглядає летючі тіні. Василь Андрійович цілком серйозно представляв свою працю як «новий дар вітчизні».
Певно, завдяки своєму успіху, а також за протекцією Карамзіна та Дмитрієва книгопродавець Попов запропонував Жуковському пост редактора «Вісника Європи». У червні 1807 року той домовився з власником журналу та директором університетської типографії, що посяде посаду з січня; за умовами контракту журнал «віддавався на повну його волю». Директор університетського пансіону Антонський надав Жуковському три кімнати в своєму домі при університеті, що було дуже зручно для спостереження за набором і редагуванням матеріалів.
Василь Андрійович остаточно вирішив продати дім в Бельові (його мати воліла жити утриманкою при Буніній) та перебратись до Москви. Відбулась і розмова з Катериною Афанасіївною Протасовою, якій він відкрився в почуттях до Марії. Осуд був строгим і безапеляційним. Жуковського звинуватили в тому, що він обманув довіру та допустив у собі почуття, яких не належно мати дядькові до племінниці; не на руку йому грали і його власні уроки — він виховував Марію в покірності материнській волі. Як наслідок, при всіх посталих перспективах Жуковського-людини, Жуковський-поет зазнавав лише відчуття трагізму буття.

### «Вісник Європи»
Жуковський-редактор цілком підпорядкував журнал своїм смакам і в декількох числах був майже єдиним автором. Для перекладів він залучив майже всіх родичів — Марію й Олександру Протасових, А. Юшкову, А. П. Кірєєвську. Однак йому так і не вдалось надихнути на співпрацю своїх друзів. Московська поезія в перших чотирьох книжках 1808 року була представлена лише Мерзляковим, далі пішли твори Вяземського, Давидова, Дмитрієва, Батюшкова, Василя Пушкіна. Жуковський розпочав публікацію гравюр із картин відомих європейських художників зі своїми коментарями. Журнал виходив частинами з чотирьох чисел (по два на місяць), і обкладинка кожного з них була прикрашена портретом якогось історичного діяча — першим був Марк Аврелій. Відкривалось число установчою статтею «Лист з повіту до видавця», в якій був виведений якийсь постарий провінціал Стародум, ім'я якого було запозичено в Фонвізіна:
| Отже, суттєва користь журналу — не кажучи вже про приємність хвилинного заняття — полягає в тому, що він швидше всякої іншої книги поширює корисні ідеї, творить розбірливість смаку, та, головне, приманкою новизни, різноманіття, легкості непомітно залучає до занять усе складніших, посилює бажання читати, і читати з ціллю, з вибором, для користі!.. Бажання читати книги — очищене, освічена — стає спільною; освічення виправить поняття про життя, про щастя; краща, більш благородна діяльність оживить уми.Оригінальний текст (рос.) Итак, существенная польза журнала — не говоря уже о приятности минутного занятия — состоит в том, что он скорее всякой другой книги распространяет полезные идеи, образует разборчивость вкуса, и, главное, приманкою новости, разнообразия, лёгкости незаметно привлекает к занятиям более трудным, усиливает охоту читать, и читать с целью, с выбором, для пользы!.. Охота читать книги — очищенная, образованная — сделается общею; просвещение исправит понятия о жизни, о счастии; лучшая, более благородная деятельность оживит умы. |

Улітку 1808 року Жуковського провідав Олександр Тургенєв, після чого вони подались в Остаф'єво до Карамзіна, який до того часу добрався до татаро-монгольської навали в «Історії держави російської». З ними спілкувався і 16-річний Петро Вяземський, чиє «Послання до … в село» Жуковський опублікував, однак, після серйозних правок. Серед інших публікацій виділялись казки самого Жуковського «Три сестри» та «Три пояси», повністю пов'язані з образом Марії Протасової. Перша казка була приурочена до 15-річчя Мінвани-Марії, у другій вона називалась Людмилою. 1809 року Жуковський опублікував повість «Мар'їн гай» на баладний сюжет в умовних київськоруських декораціях. Сюжет був пронизаний роздумами про долю кохання поета: Марія, кохаючи «співака» Услада, вийшла заміж за іншого, але так, кохаючи Услада, і померла, а співак лишився вірним своєму коханню, і воно продовжувалось — за гробом… Марії в повісті «минуло п'ятнадцять літ», вона «цвіла мов польова фіалка». Ту ж фіалку, називаючи її «маткіною душкою», «зображав» у своїх піснях Услад, сільський «співак».
Головним завданням свого журналу Жуковський вважав вихування суспільства. Як наслідок, він не лише публікував «жалісні» твори, але й намагався намітити шлях до реалізації деяких соціальних проектів. Це проявилось у рецензії на книгу Марі Лепренс де Бомон «Училище бідних, робітників, слуг, ремісників і всіх нижчого класу людей», перекладеній зовицею Є. А. Протасовою — А. І. Плещеєвою — і опублікованій Бетеовим 1808 року. Ключовою Жуковському бачилась народна просвіта, і він навіть накинув приблизний склад сільської бібліотеки. Намагаючись приступитись до проблеми з іншого боку, Жуковський опублікував статтю з дослідженням жанру сатири від античності до свого часу, особливу увагу приділивши сатирам Антіоха Кантемира. Жуковський користувався теоретичними працями Сульцера і Ешенбурга, переосмисливши їх у власних цілях. Саме Жуковський опублікував першу рецензію на першу збірку байок І. А. Крилова, оскільки вважав, що байка, як і сатира, є моральним уроком, лише «прикрашеним видумкою» . У цій рецензії він виразив примітну ідею про теорію перекладу в поезії та прозі.

## Військова лірика
Важливе місце у творчості Жуковський займає військово-патріотична лірика, тісно пов'язана з історичною дійсністю початку XIX ст., звертання до неї Жуковського диктувалося традиційної для російської поезії зв'язком із суспільно-політичними подіями епохи. Відгуком на Аустерліцький бій стала «Пісня над труною слов'ян-переможців», трагічний реквієм російським воїнам, що упали в антинаполеонівських війнах. Широкий відзвук в поезії Жуковського знайшла і франко-російська війна 1812—1814 рр. Початок війни застало Жуковського у Черні, відкіля наприкінці липня 1812 р. він подався в Москву, для того щоб вступити в народне ополчення. 10 серпня він був у чині "поручика зарахований у Московське народне ополчення і разом зі своїм полком (а потім з Головним штабом, куди перейшов Жуковський на службу) проробив усю військову кампанію 1812 р.— найважчий і найгероїчніший період війни з Наполеоном. 26 серпня під час Бородінського бою він перебував на полі бою, хоча і не брав прямої участі у воєнних діях (полк його був резервним).
Враження від битви знайшли відображення пізніше в мемуарному листі («Бородінська річниця», 1839) і в ряді поетичних добутків («Докладний звіт про місяць», 1820, і ін.). Після залишення російською армією Москви Жуковський брав участь у знаменитому кутузовському марші-маневрі, що завершився Тарутинським боєм. Виконуючи різні службові доручення Головного штабу, Жуковський кілька разів приїжджав в Орел, де знаходилися рідні поета і де ним була почата робота над найзначнішим здобутком цієї пори — «Співак у стані російських воїнів» (1812). Широке поширення, що одержало, у російської армії, цей вірш принесло Жуковському славу «Росіянина Тіртея», служило цілям військово-патріотичної агітації в російської армії. З боєм під Червоним, очевидцем якого він був, зв'язаний присвячене Кутузову вірш «Вождю переможців», у якому відтворені картини панічної втечі наполеонівської армії з Росії. Разом з відбившими подальший хід воєнних дій посланням «Імператору Олександрові» (1814) цикл військово-патріотичних віршів Жуковського з'явився найзначніший з ідейно-художньої точки зору поетичним пам'ятником російської слави 1812—1814 р. Жуковський не обмежився роллю свідка і літописця Вітчизняної війни, славою поета-воїна, але виступив в ролі так званого «військового кореспондента». На початку листопада 1812 р. (після змушеного відходу А. С. Кайсарова з посади Директора похідної друкарні при Головному штабі) Жуковський був притягнутий до складання звісток про бої (що друкувалися в бюлетенях друкарні) і до написання ділових паперів головнокомандуючого.
Занедужавши гарячкою після бою під Червоним, Жуковський потрапив у військовий госпіталь у Вільні, де (по спогадах сучасників) ледь не помер. Оправившись після хвороби, поет одержав тривалу відпустку і 6 січня 1813 р. повернувся до рідних, але вже не в Муратове, а в Біліїв Тульської губ. Після Довгих коливань поет приймає рішення про залишення військової служби, пояснюючи це тим, що тепер «війна не усередині, а поза Росією». Шануючи себе «правим зійти з цієї дороги», на яку його могли «кинути тільки обставини», Жуковський у чині штабс-капітана виходить у відставку. Однак «військова біографія» поета залишила глибокий слід у його творчості. Вітчизняна війна, спогади про кампанію 1812 р., оцінка внеску в загальні подвиги окремих героїв війни, славні перемоги російської зброї,— одна з найстійкіших тем поезії Жуковського. У своїх пізніх віршах на цю тему («Російська пісня», «Бородінська річниця») він віддає данину ідеям офіційного патріотизму, але в найкращих з них, таких, як «До Єрмолова» (1837), поет досягає гармонії ємного, насиченого глибокої патріотизмом змісту і граничної простоти і лаконічності форми. Своєрідним відзвуком 1832 р. стала у творчості Жуковського і наполеонівська тема, що зважується тепер у широкій історичній перспективі в більш ємним, насиченим психологізмом манері («Нічний огляд», 1836; «Чотири сини Франції», 1849).

## Петербурзький період
Подальший життєвий і творчий шлях Жуковського зв'язаний з Петербургом, куди після дворічного перебування у Дерпті (1815—1817) поет остаточно переселяється у травні 1817 р. З цього моменту починається зовсім нова сторінка у біографії Жуковського. Цей переїзд означав активнішу участь поета у столичному культурному житті (наприклад, у діяльності літературного гуртка «Арзамас», 1815—1818) і разом з тим став початком служби при дворі (1815) і навчально-педагогічної діяльності Жуковського: поет погодився на пропозицію, що виходила від двору, прийняти на себе обов'язку читця імператриці Марії Федорівни, потім учителя російської мови великої княгині (згодом імператриці Олександри Федорівни) з 1817 р. і, нарешті, у 1826 р.— наставника спадкоємця престолу, великого князя Олександра Миколайовича (майбутнього Олександра II). 

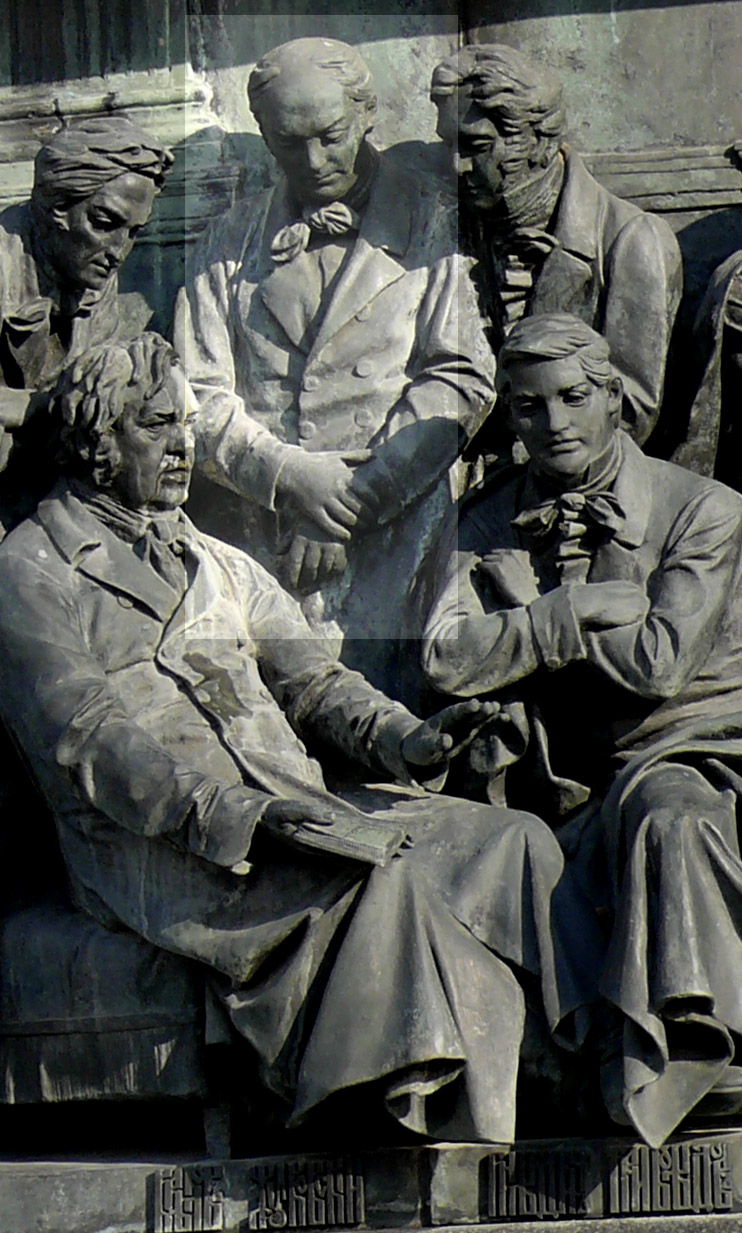
Василь Жуковський на пам'ятнику «Тисячоліття Росії» у Великому Новгороді

Службові обов'язки не зробили, однак, з Жуковського процвітаючого царського або сановника царедворця, тому що свої нові обов'язки поет-просвітитель зв'язував із прагненням виховати для Росії мудрого і широко утвореного монарха, «батька» своїх підданих, що поважає звичаї і закони своєї країни і стоїть на стражі її національних інтересів. Тому, не перериваючи своїх літературних занять, Жуковський вважав свої педагогічні обов'язки загальною і важливою частиною усієї своєї діяльності, бачив у їхньому виконанні свій цивільний і громадський обов'язок. Зовнішня сторона життя поета протягом усього петербурзького періоду визначалася службою при дворі.
З нею тісно зв'язані і закордонні поїздки поета: подорож 1820—1821 р. по Німеччині (що відбилася в ряді шляхових нарисів: «Подорож по Саксонській Швейцарії», «Рафаелева мадонна» і ін.), подорож по Німеччині і Франції 1826—1827 р., почате з метою ознайомлення з новітніми педагогічними системами, а також завершальний навчальний курс спадкоємця поїздки кінця 30 р. Програмний характер носила і широко висвітлювалася у російській періодиці того часу поїздка по Росії 1837 р., що тривала з травня по грудень.
Приватний лікувальний характер мала поїздка в Італію і Швейцарію 1832—1833 р. Протягом 20-30 р. головним місцем перебування Жуковського був Петербург, де поет займав одне з найпомітніших місць у середовищі своїх сучасників-літераторів. Однодумець і близький друг Пушкіна, Жуковський був його надійним союзником у боротьбі з Булгаріним, активним і незмінним учасником видань пушкінського кола: альманаху «Північні квіти», пушкінського «Сучасника», а також інших прогресивних журналів 30 р. У 1832 р. він виступив на захист І. В. Кіріївського, журнал якого «Європеєць» був заборонений Миколою 1 по доносі Булгаріна. Творче, духовне життя поета було нерозривно зв'язане з прогресивним соціальним середовищем і насамперед із середовищем літературно-художньої: Жуковський брав участь у долі багатьох літераторів, артистів, художників, що постраждали від сваволі влади, клопотав перед Миколою I за декабристів (Н. І. Тургенєва, В. К. Кюхельбекера, А. Ф. Фон-дер-Бриггена, Ф. Н. Глінку), домагаючись зм'якшення їх участи, допомагав дружинам засуджених декабристів (А.Якушкиной, Е. П. Наришкіної й ін.).

### Конфлікти із царем
Згідно з образним висловом П. А. В'яземського, Жуковський був «Представником російської освіченості перед троном безграмотним», клопотав перед царем за О. І. Герцена, допомагав поетам з народного середовища (А. Кольцову, Е. Мількієву), йому був зобов'язаний і своїм звільненням з неволі Тарас Шевченко та багато інших його сучасників, що зберегли про нього світлу пам'ять. Велика і різноманітна та допомога, що Жуковський робив Пушкіну: підтримував його в роки гонінь і посилання (1824—1826), неодноразово заступався за нього перед Миколою I, улагоджував намічені між ними конфлікти (наприклад, «справа» про відставку Пушкіна 1834 р.). У листопаді 1836 р. зусиллями Жуковського було зірвано першу дуель Пушкіна з Дантесом. Після трагічного двобою 27 січня 1837 р. Василь став виконувачем духівниці Пушкіна, що був при смерті, потім прийняв на себе турботи про його родину і про його рукописну спадщину.
Участь Жуковського у справах трагічно загиблого Пушкіна поглибило внутрішній розлад Жуковського з двором і царським прізвищем, що намічалося і раніше, ще під час навчання спадкоємця (див., наприклад, «Щоденник 1834 р.»), коли спроба застосувати на практиці високі педагогічні принципи стала для Жуковського джерелом трагічних переживань і глибокої духовної кризи. Відносини з російською монархією загострилися наприкінці 30 р. настільки, що, одержавши почесну відставку в 1841 р., Жуковський вирішив переселитися в Німеччину, де навесні 1841 р. одружився з юною Єлизаветою фон Рейтерн, дочкою свого старого друга художника Е. Рейтерна. З 1841 р. до кінця життя Жуковський проживає в різних містах Німеччини (Дюссельдорфі, Баден-Бадені), не перериваючи своїх зв'язків з батьківщиною. Він робить кілька спроб повернутися в Росію (особливо наполегливо це прагнення підсилюється до кінця 40 р.), однак стан здоров'я дружини, що насувається сліпота не дозволяють йому здійснити свого наміру.
Останнє десятиліття творчої діяльності Жуковського відзначено активною перекладацькою діяльністю, тягою до монументальної, епічної форми, широким інтересом до народного епосу не тільки європейських, але і східних народів. Жуковський переводить «Наля і Дамаянти» (1837—1843), «Рустема і Зораба» (1846—1847), звертається до гомеровського епосу (від ранніх досвідів перекладу «Іліади», що відносяться до 1828 р., він переходить до перекладу «Одіссеї», над яким працює протягом 40 р. (вперше опублікована: Вірші В. Жуковського.— 5-вид.— Спб., 1849.— Т. VIII—IX). У 30-40 р. Жуковський багато пише і переводить для дітей. У 1831 р., змагаючись з Пушкіним у Царському Селі, Жуковський створює «Казку про царя Берендеї», використовуючи фольклорний запис Пушкіна, переводить «Сплячу царівну», пише жартівливу «Війну мишей і жаб», завершуючи цю лінію своєї творчості створенням у 1845 р. «Казки про Іван-царевича і Сірого Вовка». У цьому зв'язку Жуковський писав: «Мені хочеться зібрати кілька казок, великих і малих, народних, але не одних росіян, щоб після видати їх, присвятивши дорослим дітям».
Під «дорослими дітьми» Василь мав на увазі народ, отже, до кінця своїх днів поет не переставав думати про необхідність мати літературу народну, що охоплює інтереси різних соціальних шарів і вікових груп. Жуковський є автором декількох віршів, написаних ним спеціально для дітей «першого» (тобто самого молодшого) віку — це «Жайворонок», «Пташка», «Котик і козлик», а також казки «Хлопчик з пальчик». Добутком для юнацтва, безсумнівно, є переведена з Ламот Фуку «стародавня повість» «Ундина». У числі чудових перекладів Жуковського — «Шильонський в'язень» Байрона (1822) і драматична поема Шіллера «Орлеанська діва» (1817—1821). Останнім добутком Жуковського став ліричний вірш «Царськосільський лебідь» (1851), в образній формі яке відтворює трагедію поета, що пережив своє покоління і відчуває свою самітність у нову історичну епоху.